# Гитар Слим
Эдди Ли Джонс (англ. Eddie Lee Jones; 10 декабря 1926 года, Гринвуд, Миссисипи, США — 7 февраля 1959 года, Нью-Йорк, Нью-Йорк, США), более известный под псевдонимом Гитар Слим (англ. Guitar Slim) — американский блюзовый гитарист, вокалист и автор песен. Номинант Blues Music Awards в номинации «Перевыпущенный альбом» (1987). Член Зала славы блюза как исполнитель (2007) и как автор записи, представляющей собой классику блюза (1984). Его песня «The Things That I Used to Do» отнесена к числу песен, сфомировавших рок-н-ролл по версии журнала Rolling Stone. Он оказал большое влияние на развитие рок-н-ролла и экспериментировал с дисторшн-тонами одним из первых гитаристов. Отец блюзового музыканта, номинанта на Грэмми Гитар Слима-младшего.

## Биография
Эдди Джонс родился в Гринвуде, Миссисипи. Его мать умерла, когда ему было пять лет, и он воспитывался бабушкой в Холландейле. Будучи подростком он работал на хлопковых полях, а свободное время проводил в джук-джойнтах, где он пел и танцевал: его умение танцевать джиттербаг даже принесло ему прозвище «Гибкая нога» (англ. Limber Leg) или «Резиновая нога» (англ. Rubber Leg)
Во время Второй мировой войны был призван в армию, а после неё с 1946 года его взяли в группу Вилли Уоррена, с которой он гастролировал по Миссисипи и Арканзасу . Вилли Уоррен и дал ему первые уроки игры на гитаре. Вдохновляемый творчеством Ти-Боун Уокера и особенно Кларенса Брауна, от которого он унаследовал не только манеру игры, но и экстравагантное поведение на сцене. Эдди Джонс быстро освоил гитару и вскоре он перебрался в Новый Орлеан, где начал выступать в клубах. Приблизительно в 1950 году он взял себе прозвище Гитар Слим, и стал известен в Новом Орлеане не в последнюю очередь своими неистовыми концертными выступлениями, так он носил яркие костюмы и красил волосы в тон им. На концертах он пользовался услугами ассистента, который носил за ним 350-футовый гитарный шнур и усилитель. Время от времени Гитал Слим садился на плечи ассистенту и выходил с гитарой на улицу, останавливая движение автомобилей. Звук его гитары был для того времени необычен - с дисторшн-эффектом, а его голос с влиянием госпел был легко узнаваем. Его для совместных выступлений в Лос-Анджелесе приглашал даже Мадди Уотерс
Его первая сессия звукозаписи состоялась в 1951 году. Сингл 1952 года содержал небольшой ритм-энд-блюзовый хит «Feelin' Sad», кавер на который впоследствии сделал Рэй Чарльз. В 1954 году состоялся колоссальный успех: вышла песня «The Things That I Used to Do», спродюсированная всё тем же Рэем Чарльзом и выпущенная компанией Specialty Records. Песня провела несколько недель на первом месте в чарте Billboard R&B и была продана тиражом более миллиона копий, вскоре став блюзовым стандартом. «Сочетая свомп атмосферу с госпел-аранжировкой, трек, записанный в Новом Орлеане, стал настоящим хитом, возглавляя R&B-чарты на протяжении 14 недель в 1954 году» . По данным журнала Billboard песня является одной из трёх лучших записей R&B всего десятилетия  Впоследствии кавер-версии песни записали многие музыканты, в их числе такие величины, как Джими Хендрикс и Стиви Рэй Вон. В дальнейшем в течение 1950-х Гитар Слим записывался для нескольких лейблов, включая Imperial, Bullet, Specialty и Atco Records, но такого успеха не достиг
Гитар Слим вёл не отличающийся особой моралью образ жизни, слыл алкоголиком и бабником, так, он пропустил несколько концертов тура 1954 года из-за автомобильной аварии, связанной с алкоголем . Подорвав здоровье, он умер от пневмонии (также утверждается что от алкоголизма ) в Нью-Йорке в возрасте 32 лет, похоронен на небольшом кладбище в Тибодо, штат Луизиана, где проживал его менеджер Хосеа Хилл.
В 1987 году альбом Atco Sessions, содержащий записи, сделанные в 1950-х на Atco Records был номинирован на Blues Music Awards в категории «Перевыпущенный альбом».
Гитар Слим предпочитал играть на Les Paul Gibson «Gold Top». Он использовал каподастр, который позволял ему использовать играть открытый аккорд ми — в тональностях фа и си-бемоль 
В числе музыкантов, которые отметили влияние стиля музыканта на собственное творчество входят Бадди Гай , Альберт Коллинз, Фрэнк Заппа, Стиви Рэй Вон и Билли Гиббонс; несколько музыкантов использовали такой же псевдоним. То мнение, что Гитар Слим оказал огромное влияние на Джими Хендрикса разделяется и критиками . Более того, критики говорят и о том, что Рэй Чарльз, услышав «Feelin' Sad», перенял идею смешения блюза и спиричуэлса, развив то, что впоследствии стало соулом.
«Его игра на гитаре была самым шумным и грязным явлением на Юге, доведённым до оглушающей громкости огромным усилителем… После исполнения вокала в страстном, душераздирающем стиле, который Рэй Чарльз позже возьмёт за образец, он врывался в зал на конце 200-футового гитарного шнура, играя закрученные соло по всему клубу — иногда зубами, иногда за спиной. Иногда он забирался на стропила, продолжая играть. По крайней мере один раз он запрыгнул в ожидавшую машину и играл соло, пока не скрылся из виду, а затем вернулся на сцену под восторженные аплодисменты» .
Историк музыки Роберт Палмер сказал, что: «В начале и середине 1950-х годов аудитория R&B все еще привыкла к группам, в которых гудящие саксофоны были их основным сольным голосом и возглавлялись блюзовыми певцами, которые подчиняли свою гитарную игру влиянию вокала. Гитар Слим поменял эти приоритеты. Более того, он привнес врождённую музыкальность в свой подход, выдвинув электрогитару на передний план и в центр, в первую очередь под влиянием музыкантов из Техаса, а не блюзменов из Миссисипи, преобладавших там, где он вырос» .
Блюзмен Эрл Кинг, будучи в некотором роде учеником Гитар Слима сказал, что: «Он слушал их всех и собирал кусочки их стиля — Гейтмута, Ти-Боуна, Би Би Кинга. Но он использовал другой подход: в его соло было много мелодических обертонов. Он играл соло, которое было связано с остальной частью песни, а не просто играл что-то, что пришло в голову...Слим получил фузз намного раньше всех остальных», а вы не слышали этого снова, пока не появились такие люди, как Джими Хендрикс» .

## Дискография

### Альбомы
The Things That I Used To Do (1970, Specialty)
Guitar Slim (1981, Specialty)
Atco Sessions (1987, Atlantic)

### Синглы и EP
«Bad Luck Is On Me» / «New Arrival» (1951, Imperial)
«Certainly All» / «Feelin' Sad» (1952, J-B)
«The Things That I Used To Do» / «Well, I Done Got Over It» (1953, Specialty)
«If I Should Lose You» / «It Hurts To Love Someone (That Don’t Love You)» (1957, Atco)
«When There's No Way Out» / «If I Had My Life To Live Over» (1958, Atco)
«Won't Mind At All» / «Hello, How Ya' Been, Goodbye» (1958, Atco)